# Émile Audiffred
Pour les articles homonymes, voir Audiffred.
Émile Audiffred est un chanteur, librettiste, parolier et producteur français, né le 30 août 1894 à Toulon et mort le 12 novembre 1948 à Auvers-Saint-Georges. Il est le père de l'impresario et producteur Roger Audiffred.

## Biographie

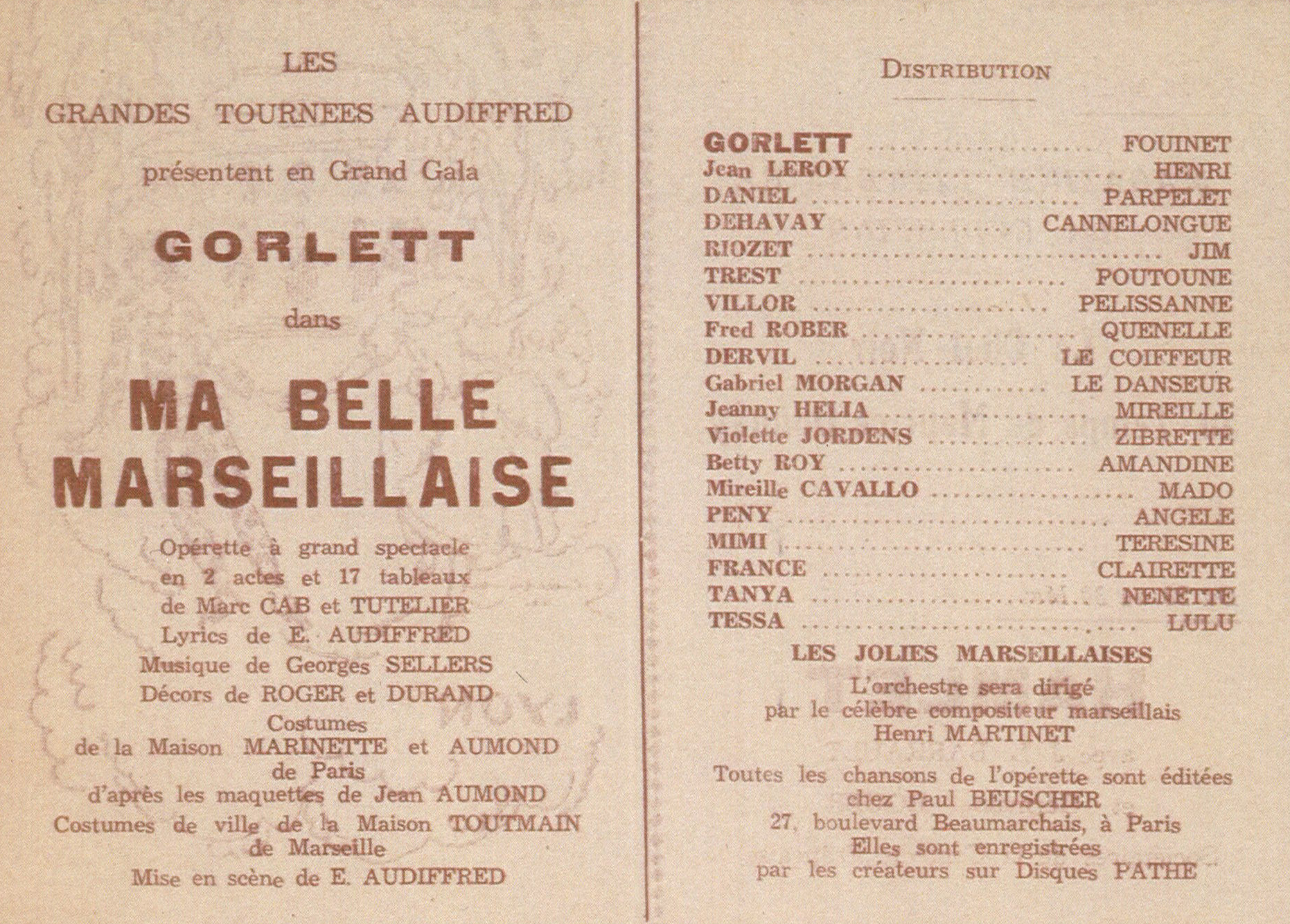
Programme de tournée Ma Belle Marseillaise (années 1940).

Originaire de Toulon, Émile Audiffred commence une carrière de chanteur de caf'conc au Palais de Cristal et à l'Alcazar de Marseille.
Il monte en 1912 à Paris, et se fait engager dans la troupe du Concert Mayol pour des revues aux côtés de Félix Mayol, Dranem, Raimu et Polin. Il enregistre plusieurs chansons pour les disques Pathé. Il effectue plusieurs tournées avec Félix Mayol. Pendant la grande guerre, il devient chanteur patriote, et anime la revue du front au folies Belleville. 
À partir de 1920, Audiffred signe pour des grandes Revues aux Ambassadeurs et inaugure le Palace de Paris comme ténorino, dans la revue Toutes les femmes avec Harry Pilcer et l'actrice Polaire. Il chante également toujours en qualité de ténor les opérettes viennoises et d'Offenbach au théâtre des Bouffes du nord et au Casino de Trouville. 
Audiffred devient membre de la Sacem, et signe en tant que parolier un grand nombre de chansons avec entre autres les compositeurs Vincent Scotto et Georges Sellers.
De 1924 à 1932, Audiffred devient directeur du Théâtre de l'Empire de Paris. Il conclut avec Oscar Dufrenne un accord avec l'hippodrome de New York qui permet de montrer des grandes vedettes américaines en France. Il présente les plus grands spectacles de music-hall et de cirque des années 1920, et les premiers grands ensembles d'orchestre de jazz comme Jack Hylton et Ray Ventura. Dans la même période, il est également l'administrateur des casinos de Trouville et d'Enghien-les-Bains. Il crée et sera nommé Président du Syndicat des Impresarii de France et reçoit les palmes académiques en 1931.
Il lance l'Agence Audiffred située derrière le Palace (cité Bergère), avec en exclusivité le Casino de Paris, Mogador, le Palace, l'Empire, les Italiens, Le Moncey et les casinos de Nice, Cannes, Vichy et Trouville... Après l’assassinat d'Oscar Dufrenne, Henri Varna et Audiffred changent le nom du Palace pour l'Alcazar. Dès 1933, ils montent des spectacles façon café-concert, des revues à la manière des burlesques de New York, et des opérettes. 
Découvreur de talent, Audiffred devient l’impresario et producteur le plus actif d'avant-guerre. On lui doit la venue de la plupart des artistes internationaux en France. En 1935, il prend en exclusivité Tino Rossi, Henri Garat, Joséphine Baker et Maurice Chevalier. Il produit les grandes tournées Audiffred. Il engage les impresarios Félix Marouani en 1934 et Diodet (fils de Louis Diodet). Il s'associe de 1936 à 1939 avec Felix Marouani sous le label des tournées Audiffred & Marouani.
Émile Audiffred fait débuter la carrière de chanteuse de Joséphine Baker en 1930. Il impose rapidement Tino Rossi sur la capitale comme le chanteur de charme d'avant-guerre. Après L'ABC, Audiffred propose à Henri Varna d'auditionner Tino Rossi pour la rentrée du Casino de Paris. À la fin de la première de “Parade de France”, Audiffred, l’impresario de Tino, le serre dans ses bras et lui dit : “Ta carrière commence ce soir.[..] — (Tino Rossi - Stock, 1974). Audiffred co-écrit les chansons les plus populaires d'avant-guerre de Tino Rossi : Marinella, Tchi tchi, Laissez-moi vous aimer, Loin des guitares, Tarentelle, Rien qu'un chant d'amour, Au son des guitares. En 1944, Émile Audiffred monte une revue « Ça reviendra ! » avec au programme Petit Papa Noël chanté par Xavier Lemercier, Audiffred propose à Tino Rossi de l'interpréter pour le film Destins sortie en 1946.
Dans les années 30 et 40, Audiffred organise les tournées de Maurice Chevalier, Joséphine Baker, Henri Garat, Tino Rossi, Mistinguett, Damia, Reda Caire... et sera également l’impresario de Cécile Sorel, Thérèsa, Lys Gauty, Maurice Rostand, Gaby Morlay, Fernand Gravey, Meg Lemonnier, Carlos Gardel, Felix Mayol, henri Alibert, Édith Piaf, Albert Préjean, Laurel et Hardy, Jeanette MacDonald, Lucienne Boyer, Marie Dubas, Fréhel, Django Reinhardt, Johnny Hess et Charles Trenet, Marie Bizet, Max Regnier, Ray Ventura, Rina Ketty, Éliane de Creus, Jean Nohain, André Claveau, Fernand Sardou; Fratellini, Raquel Meller, Sophie Tucker, Saint-Granier, Luis Mariano, Georgel, Yves Montand...
Emile Audiffred, est aussi producteur, auteur et metteur en scène de Revue à grand spectacle, et d'une trentaine d'opérettes marseillaises. Ses trois opérettes à succès sont : Au soleil de Marseille avec Albert Préjean et Mireille Ponsard repris au cinéma avec Henri Garat ; Ma Belle Marseillaise avec Alibert en 1940 qui sera le dernier spectacle joué sur Paris au début de la guerre ; Marseille mes amours avec Reda Caire et Mireille Ponsard filmé dans les studio de Marcel Pagnol.
La vedette marseillaise Mireille Ponsard deviendra sont épouse en 1936. Elle sera l'interprète de "Fanny" de Marcel Pagnol à l'Alcazar de Marseille.
Audiffred co-signe avec Raymond Vincy le livret de La Belle de Cadix, écrit à l'origine à Marseille pendant la guerre pour Rina Ketty et Gorlett, opérette créée le 19 décembre 1945 au Casino Montparnasse à Paris avec comme interprète Luis Mariano.
Avec l'accord de Jérôme Medrano il prend la responsabilité des programmes puis la direction en 1939 du Cirque Medrano. Viendront les programmes de l'ABC, l'Alhambra, l'Européen, des Folies Belleville, et de Bobino, les Célestins de Lyon, le Colisée Plage, L’Odéon et l'Alcazar de Marseille...
Réfugié pendant la guerre à Marseille, il devient le producteur de la zone libre, et place un grand nombre d'artistes comme Josephine Baker qu'il fait partir en Afrique du nord en 1941, Édith Piaf, Saint Granier, Maurice Chevalier, Pierre Brasseur, Rina Ketty, Max Regnier, Lucienne Boyer, Reda Caire, Tino Rossi...
Les tournées Audiffred installées sur la Canebière, sont bloquées en mars 1944 sur ordre de la Propagandastaffel allemande. Audiffred décide de monter "Merci De Gaulle", le premier spectacle de music-hall après la libération de Marseille en septembre 1944.
Audiffred découvre à Marseille Yves Montand, qui témoignera : « À l'Alcazar de Marseille, le patron c'est Émile Audiffred. C'est à lui que je dois mes débuts. Il a été très chic pour moi. Il me disait : « Tu verras, petit, tu seras mondial à Marseille ! » Et on riait tous les deux. N'empêche que, le premier soir, j'avais un de ces tracs. » — ( L'Express, 1969). 
« Un certain Émile Audiffred, producteur de son état, le reconnaît lorsqu'il pousse la porte de son bureau sur la Canebière [...], il était à L'Alcazar lorsque Montand s'y produit en 1941, Audiffred croyait très fort à son potentiel scénique, mais regrettait la minceur de son répertoire, « vivre sans chanson, pour un artiste c'est vivre sans amour ; on n'est rien du tout », lui dira-t-il. ». À Marseille, Audiffred lui présente pendant la guerre Édith Piaf. À la libération, Audiffred négocie pour que Montand chante en première partie de Piaf au Moulin Rouge. 
En 1946 il partage avec les frères Bouglione le Cirque d'Hiver à Paris et le cirque Royal de Bruxelles, d'Amiens et Bordeaux où il produit avec sa nouvelle société "la Parisienne de Spectacles" le clown Grock et les Fratellini, et le début du Radio-Circus avec l'animateur vedette Zappy Max, et Jean Nohain pour "Reine d'un jour", en association avec le Cirque Gruss-Jeannet (Lucien Jeannet, Alexis Gruss senior et André Gruss), Jean Coupan et Roger Audiffred. 
Émile Audiffred meurt prématurément en 1948 d'une crise cardiaque, il venait d'écrire et produire sa dernière Opérette "Croisière d'Amour".
L'agence Audiffred restera active jusqu'en 1971 reprise par Georgette Audiffred.

## Vie privée
Il épouse en 1914 Célestine Andrée Rostagni, dont il aura un fils, Roger Audiffred (décès de Célestine Andrée Rostagny en 1935).
De 1936 à 1946 marié à Mireille Ponsard.
De 1946 à 1948 marié à Monique Chamaillard.